# Anton Kern (Bibliothekar)
Anton Kern (* 1. August 1883 in Eichfeld (Steiermark); † 12. Oktober 1956 in Graz) war ein österreichischer Bibliothekar und Bibliothekswissenschaftler.
Anton Kern legte 1903 in Graz die Reifeprüfung ab und studierte Geschichte, Geographie und Kunstgeschichte. 1909 promovierte er an der Universität Graz. 1914 bis 1918 leistete er Kriegsdienst. 1921 bekam er eine Anstellung an der Universitätsbibliothek Graz. Am 13. Mai 1938 beantragte er die Aufnahme in die NSDAP und wurde rückwirkend zum 1. Mai desselben Jahres aufgenommen (Mitgliedsnummer 6.302.534). 1940 habilitierte er sich für Bibliothekswissenschaft und wurde im darauffolgenden Jahr zum Dozenten an der Universität Graz ernannt. 1941 bis 1943 leitete er die Bibliothek in Stellvertretung des eingerückten Direktors Franz Gosch. 1949 wurde Kern pensioniert. 1951 erhielt er den Titel eines außerordentlichen Professors.
Anton Kerns Lebenswerk war die Erschließung der mittelalterlichen Handschriften der Universitätsbibliothek Graz.

## Schriften
- Zur Kritik der Annales Collegii Clagenfurtensis S. J. Societatis Jesu. Dissertation, Universität Graz 1909 (handschriftlich)
- Die Handschriften der Universitätsbibliothek Graz. Österreichische Staatsdruckerei, Wien 1942 (Band I), 1956 (Band II).